# Kanton Baume-les-Dames
Kanton Baume-les-Dames (francouzsky Canton de Baume-les-Dames) je francouzský kanton v departementu Doubs v regionu Franche-Comté. Tvoří ho 96 obcí. Před reformou kantonů 2014 ho tvořilo 28 obcí.

## Obce kantonu
od roku 2015:
| - Abbenans - Adam-lès-Passavant - Aïssey - Autechaux - Avilley - Baume-les-Dames - Battenans-les-Mines - Blarians - Bonnal - Bonnay - Bouclans - Breconchaux - La Bretenière - Bretigney-Notre-Dame - Cendrey - Champlive - Châtillon-Guyotte - Chevroz - Corcelle-Mieslot - Côtebrune - Cubrial - Cubry - Cusance - Cuse-et-Adrisans - Cussey-sur-l'Ognon - Dammartin-les-Templiers - Devecey - L'Écouvotte - Esnans - Flagey-Rigney - Fontenelle-Montby - Fontenotte | - Fourbanne - Geneuille - Germondans - Glamondans - Gondenans-Montby - Gondenans-les-Moulins - Gonsans - Gouhelans - Grosbois - Guillon-les-Bains - Huanne-Montmartin - Hyèvre-Magny - Hyèvre-Paroisse - Laissey - Lomont-sur-Crête - Luxiol - Mérey-Vieilley - Mésandans - Moncey - Mondon - Montagney-Servigney - Montivernage - Montussaint - Naisey-les-Granges - Nans - Ollans - Osse - Ougney-Douvot - Palise - Passavant - Pont-les-Moulins - Pouligney-Lusans | - Puessans - Le Puy - Rigney - Rignosot - Rillans - Rognon - Romain - Rougemont - Rougemontot - Roulans - Saint-Hilaire - Saint-Juan - Séchin - Silley-Bléfond - Tallans - Thurey-le-Mont - La Tour-de-Sçay - Tournans - Tressandans - Trouvans - Uzelle - Val-de-Roulans - Valleroy - Venise - Vennans - Vergranne - Verne - Vieilley - Viéthorey - Villers-Grélot - Villers-Saint-Martin - Voillans |

před rokem 2015:
- Adam-lès-Passavant
- Aïssey
- Autechaux
- Baume-les-Dames
- Bretigney-Notre-Dame
- Côtebrune
- Cusance
- Esnans
- Fontenotte
- Fourbanne
- Grosbois
- Guillon-les-Bains
- Hyèvre-Magny
- Hyèvre-Paroisse
- Lanans
- Lomont-sur-Crête
- Luxiol
- Montivernage
- Passavant
- Pont-les-Moulins
- Saint-Juan
- Servin
- Silley-Bléfond
- Vaudrivillers
- Vergranne
- Verne
- Villers-Saint-Martin
- Voillans